# Tecelão-da-perna-amarela
O tecelão-da-perna-amarela (Ploceus flavipes) é uma espécie de pássaro da família ploceidae. É endêmico na República Democrática do Congo. Ele está ameaçado por perda de habitat.